# اف۹ (فیلم)
اف۹ (انگلیسی: F9؛ به نام‌های اف۹: حماسهٔ سریع و سریع و خشمگین ۹ نیز شناخته می‌شود) یک فیلم اکشن آمریکایی محصول سال ۲۰۲۱ به کارگردانی جاستین لین است که فیلمنامهٔ آن را لین و دنیل کیسی به نگارش درآورده‌اند. این فیلم دنبالهٔ سرنوشت خشمگین (۲۰۱۷) است و نهمین قسمت اصلی و دهمین فیلم از فرنچایز سریع و خشمگین محسوب می‌شود. این نخستین فیلم پس از سریع و خشمگین ۶ (۲۰۱۳) به کارگردانی لین است و نخستین فیلم از زمان ۲ سریع و ۲ خشمگین (۲۰۰۳) است که توسط کریس مورگان نوشته نشده‌است. در اف۹ بازیگرانی نظیر وین دیزل، میشل رودریگز، تایریس گیبسون، کریس «لوداکریس» پل، جوردانا بروستر، ناتالی امانوئل، سانگ کانگ، هلن میرن، شارلیز ترون و جان سینا ایفای نقش می‌کنند. در این فیلم، تورتو و تیمش گرد هم می‌آیند تا توطئه‌ای را متوقف کنند که برادر کوچک‌ترش، جیکوب ( جان سینا) در رأس آن قرار دارد.
اف۹ در ابتدا قرار بود در آوریل ۲۰۲۰ در سراسر جهان اکران شود، اما اولین بار به دلیل انتشار هابز و شاو (۲۰۱۹) و زمانی برای مردن نیست (۲۰۲۱) و سپس همه‌گیری کووید-۱۹ چندین بار به تعویق افتاد. اولین نمایش آن در کره جنوبی بود و در تاریخ ۱۹ مه ۲۰۲۱ در سطح بین‌المللی و در ۲۵ ژوئن در ایالات متحده منتشر شد. این فیلم نقدهای ضد و نقیضی دریافت کرد و منتقدان بدلکاری و کارگردانی لین را ستایش کردند اما از نداشتن طرح و ایده و توالی‌های اکشن غیر واقعی آن انتقاد کردند. این فیلم در سراسر جهان بیش از ۷۲۶ میلیون دلار فروش داشت و به پنجمین فیلم پرفروش ۲۰۲۱ تبدیل شد. دنبالهٔ این فیلم، فست اکس، در سال ۲۰۲۳ منتشر شد.

## داستان
در سال ۱۹۸۹، جک تورتو در یک مسابقهٔ مدل دیرهنگام در پیست کوتاه‌مدت شرکت می‌کند؛ در حالی‌که پسرانش دامنیک «دام» و یاکوب تورتو در تیم فنی او کار می‌کنند. دام با رقیبش، کنی لیندر، دربارهٔ رانندگی غیراخلاقی او درگیر می‌شود. در جریان مسابقه، خودرو لیندر به سپر ماشین جک برخورد می‌کند و موجب واژگونی آن می‌شود که به مرگ جک می‌انجامد. یک هفته بعد، دام به‌دلیل ضرب‌و‌شتم شدید لیندر بازداشت می‌شود. او در زندان به یاد می‌آورد که یاکوب در روز حادثه روی ماشین جک کار کرده بود و به این نتیجه می‌رسد که برادرش باعث مرگ پدرشان شده. پس از آزادی، دام یاکوب را به مسابقه‌ای چالش‌برانگیز دعوت می‌کند و پس از باخت یاکوب، او را مجبور به ترک شهر می‌سازد.
سی سال بعد، دام بازنشسته شده و همراه با همسرش لتی اورتیز مشغول تربیت پسرشان، برایان است. رومن پیرس، تج پارکر و رمزی خبر می‌دهند که پس از بازداشت سایفر، هواپیمای آقای هیچ‌کس توسط مأمورانی خودسر مورد حمله قرار گرفته، سقوط کرده و سایفر ربوده شده است؛ محل سقوط در مونتکینتو، کشوری خیالی در آمریکای مرکزی است. دام پس از فهمیدن نقش یاکوب در ماجرا، تصمیم می‌گیرد کمک کند. در بررسی لاشهٔ هواپیما، آن‌ها به بخشی از دستگاهی به‌نام «پروژه آریس» دست می‌یابند که می‌تواند به هر سامانهٔ تسلیحاتی رایانه‌ای نفوذ کند. گروه توسط ارتشی خصوصی به فرماندهی یاکوب مورد حمله قرار می‌گیرد و یاکوب دستگاه را می‌دزدد. مایکل استاسیاک به تیم دام کمک می‌کند تا به مخفیگاهشان در کنار دریای خزر فرار کنند. خواهر دام، میا تورتو نیز به گروه می‌پیوندد. آن‌ها متوجه می‌شوند هان لو با پروژه آریس در ارتباط است و لتی و میا برای تحقیق به توکیو می‌روند.
در همین حین، یاکوب با شریک و سرمایه‌گذار خود، اتو، دیدار می‌کند. سایفر که در پایگاه آن‌ها زندانی است، می‌گوید نیمهٔ دیگر آریس در ادینبرو قرار دارد. دام با بادی، مکانیک سابق پدرش دیدار می‌کند و می‌فهمد که یاکوب در لندن است. در توکیو، لتی و میا متوجه می‌شوند هان زنده است و همراه با دختری به نام ال زندگی می‌کند. رومن و تج برای استخدام شان بوزول، توینکی و ارل هو به آلمان می‌روند؛ آن‌ها در حال آزمایش «ماشین موشکی» هستند. دام در لندن با کویینی شاو دیدار می‌کند که محل اقامت یاکوب را لو می‌دهد. دام در عمارت اتو با او و یاکوب روبه‌رو می‌شود. اتو، دام را بازداشت می‌کند، اما دوست قدیمی‌اش، لیسا، او را نجات می‌دهد. تج، رومن و رمزی در ادینبرو به دام می‌پیوندند؛ جایی‌که یاکوب با استفاده از آهن‌ربای غول‌پیکری، نیمهٔ دیگر آریس را می‌دزدد. تج و رومن کامیونی را که آهن‌ربا در آن است، می‌یابند و پس از درگیری با افراد اتو، رمزی رانندگی کامیون را به‌عهده می‌گیرد تا آن‌ها را تعقیب کند.
دام در شهر با یاکوب درگیر می‌شود. پیش از آن‌که اتو بتواند یاکوب را فراری دهد، رمزی خودرو او را از جاده منحرف کرده و با آهن‌ربا او را دستگیر می‌کند. در مخفیگاه، هان فاش می‌کند که آقای هیچ‌کس به او مأموریت داده بود تا از ال و پروژه آریس محافظت کند؛ چرا که DNA ال، کلید زیست‌سنجی فعال‌سازی آن است. زمانی که یاکوب به اتو پیوست، از دکارد شاو استفاده کردند تا مرگ هان را جعل کنند و از ال محافظت شود. اتو و افرادش به مخفیگاه حمله می‌کنند و یاکوب را آزاد می‌کنند. یاکوب به دام می‌گوید که جک برای فرار از بدهی سنگین، از او خواسته بود تا ماشینش را دستکاری کند و عمداً ببازد. یاکوب و اتو، ال را می‌ربایند و نیمهٔ دوم آریس را نیز می‌برند. اتو ماهواره‌ای را به فضا می‌فرستد و یاکوب از ال می‌خواهد تا آریس را فعال کند. آن‌ها با کامیونی زرهی در تفلیس حرکت کرده و شروع به بارگذاری آریس به ماهواره می‌کنند.
دام، لتی، میا، رمزی و هان برای متوقف کردن بارگذاری وارد عمل می‌شوند. میا و هان تلاش می‌کنند وارد کامیون شوند. اتو فاش می‌کند که با سایفر متحد شده و یاکوب را از کامیون به بیرون پرت می‌کند. دام و میا او را نجات می‌دهند و یاکوب برای نفوذ به کامیون به آن‌ها کمک می‌کند. تج و رومن به مدار زمین می‌روند و با ماشین موشکی ماهواره را نابود می‌کنند. سایفر با پهپاد کامیون را هدف می‌گیرد تا دام را بکشد، اما به‌اشتباه اتو را می‌کشد. دام از واژگونی کامیون استفاده می‌کند تا پهپاد سایفر را منهدم کند، اما مشخص می‌شود سایفر خود در آن نبوده و از راه دور آن را کنترل می‌کرده؛ او فرار می‌کند. دام و میا با یاکوب آشتی می‌کنند و دام برای آزادی او، کلید ماشینش را به او می‌دهد و او را می‌بخشد. تج و رومن به ایستگاه فضایی بین‌المللی می‌رسند و به سلامت به زمین بازمی‌گردند. گروه موفقیت خود را با یک کباب‌پزی در خانه دام جشن می‌گیرند. هنگام دعا پیش از غذا، ماشین برایان اوکانر وارد حیاط می‌شود.
در صحنه میانی پس از تیتراژ، دکارد شاو با هان روبه‌رو می‌شود و از دیدن زنده‌بودن او شگفت‌زده می‌شود.

## تولید
ساخت فیلم نهم و دهم این فرنچایز از سال ۲۰۱۴ تأیید شد و لین در اکتبر ۲۰۱۷ برای کارگردانی اف۹ انتخاب شد. سینا در ژوئن ۲۰۱۹ به جمع بازیگران پیوست و فیلم‌برداری اصلی در همان ماه آغاز شد و تا نوامبر ادامه داشت. فیلم‌برداری در مناطقی از جمله لندن، لس آنجلس، تفلیس و تایلند با بودجه تخمینی ۲۰۰ میلیون دلاری انجام شد.
در ۴ آوریل ۲۰۱۸، دوئین جانسون اعلام کرد که به دلیل کار بر روی اسپین آف مجموعه، هابز و شاو، مطمئن نیست که برای فیلم نهم بازگردد و در ژانویه ۲۰۱۹ تأیید کرد که تا حدودی به دلیل اینکه با دیزل و گیبسون اختلافاتی دارد، در این فیلم حضور نخواهد داشت.

## نقش‌ها
- وین دیزل در نقش دومینیک تورتو، وینی بنت در نقش نوجوانی شخصیت
- جان سینا در نقش جیکوب تورتو، فین کول در نقش نوجوانی شخصیت
- میشل رودریگز در نقش لتی اورتیز
- تایریس گیبسون در نقش رومن پیرس
- لوداکریس در نقش تج پارکر
- ناتالی امانوئل در نقش رمزی
- جوردانا بروستر در نقش میا تورتو
- سانگ کانگ در نقش هان لو
- هلن میرن در نقش مگدالن شاو
- کرت راسل در نقش آقای هیچ‌کس
- شارلیز ترون در نقش سایفر
- مایکل روکر در نقش بادی: یک مکانیک خودرو که به عنوان عضوی از تیم پدرش با گذشته دام ارتباط دارد.
- ارستد راسموسن در نقش آتو: یک پسر اشراف‌زاده که تأمین کننده مالی جیکوب است.
- آنا ساوایی در نقش ال: دختری که والدین دانشمندش در پروژه اریز کشته شدند.

علاوه بر این، جی دی پاردو نقش جک تورتو، پدر دام و جیکوب، جیم پرک نقش کنی لیندر، مارتین فورد نقش سو، کاردی بی نقش لیزا و کارسون کرن و ایگبی ریگنی به ترتیب نسخه‌های جوان وینس و جسی را به تصویر می‌کشند.
لوکاس بلک، دون عمر، و شیا ویگهام در نقش‌های شان بازوِل، سانتوس و مأمور مایکل استازیاک از فیلم‌های قبلی، بو وو و جیسون توبن به عنوان توئینکی و ارل از فیلم سریع و خشمگین: توکیو دریفت و سِرِد و اوسونا به ترتیب در نسخه‌های جوانی لئو و سانتوس حضور دارند.
جیسون استاتهام نقش خود را به عنوان دکارد شاو در طول تیتراژ پایانی تکرار می‌کند و رپر پورتوریکویی بد بانی نیز یک کمیو کوتاه در فیلم دارد.